# Dragoș Oprea

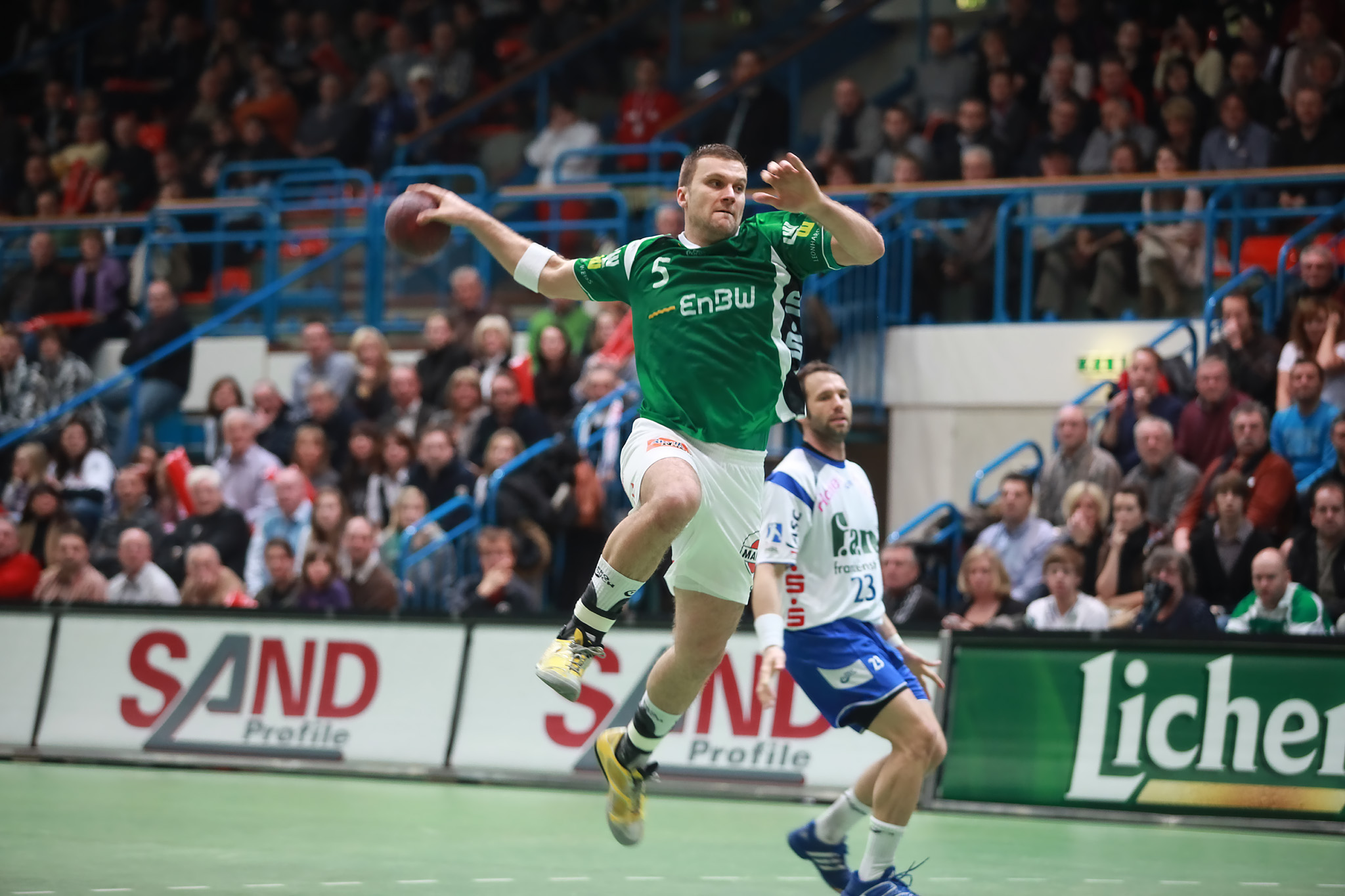
Dragoș Oprea, deutscher Handballspieler bei Frisch Auf! Göppingen, am 22. Dezember 2010 im Bundesligaspiel TV Großwallstadt – Frisch Auf Göppingen.

Dragoș Oprea (* 4. April 1982 in Bukarest) ist ein ehemaliger deutsch-rumänischer Handballspieler. Der 1,90 m große Linksaußen, der dreizehn Jahre in der Handball-Bundesliga für Frisch Auf Göppingen auflief, war sowohl deutscher als auch rumänischer Nationalspieler. Mittlerweile ist er als Handballtrainer tätig.

## Karriere
Oprea begann mit dem Handballspielen 1996 in der C-Jugend des TSB Heilbronn-Horkheim. 1999 wechselte Oprea zum Zweitligisten Frisch Auf Göppingen und spielte zunächst mit einem Zweitspielrecht beim Oberligisten TSV Neuhausen. In der Saison 2001/02 stand Oprea ebenfalls mit einem Zweitspielrecht beim Zweitligisten TV Kornwestheim unter Vertrag. In dieser Saison debütierte Oprea bei Frisch Auf Göppingen in der Handball-Bundesliga. Mit Göppingen gewann er 2011 und 2012 den EHF-Pokal. Nach der Saison 2014/15 verließ Oprea Frisch Auf Göppingen. Nach einem geplatzten Wechsel zu Dinamo Bukarest und einem kurzen Gastspiel beim Württembergliga-Aufsteiger TV Steinheim unterschrieb er im September 2015 einen Vertrag bis Jahresende beim deutschen Rekordmeister THW Kiel. Mit Kiel spielte Oprea in der EHF Champions League. Im Dezember 2015 verließ er den THW Kiel. Nachdem Oprea anschließend vereinslos war, schloss er sich im Februar 2016 dem Zweitligisten TuS Ferndorf an. Nach Ende der Saison 2015/16 war Oprea erneut vereinslos. Im Dezember 2016 nahm ihn der Erstligist TVB 1898 Stuttgart unter Vertrag, um in den restlichen drei Spielen des Jahres Verletzungs- und Krankheitsausfälle zu kompensieren. Danach hat Oprea seine aktive Spielerkarriere beendet.
Für die deutsche Männer-Handballnationalmannschaft bestritt Oprea 21 Länderspiele, in denen er 56 Tore erzielte. Für die Rumänische Männer-Handballnationalmannschaft lief er am 6. April 2016 und 10. April 2016 in zwei Spielen gegen Israel auf.
Seit 1. März 2017 ist Oprea als Leiter der Deutschen Kinder Handball Akademie der Deutschen Kinder Sport Akademie tätig.
Oprea übernahm im Jahr 2020 das Traineramt vom Oberligisten TSB Schwäbisch Gmünd. Zwei Jahre später wechselte er zum Drittligisten TSB Heilbronn-Horkheim. Am Ende der Saison 2023/24 verlässt er den TSB-Heilbronn-Horkeim als Trainer. Aktuell trainiert er die A-Jugend des TV Bittenfeld.

### Bundesligabilanz
| Saison    | Verein               | Spielklasse | Spiele | Tore | 7-Meter | Feldtore |
| --------- | -------------------- | ----------- | ------ | ---- | ------- | -------- |
| 2001–04   | Frisch Auf Göppingen | Bundesliga  | 82     | 245  | 16      | 229      |
| 2004/05   | Frisch Auf Göppingen | Bundesliga  | 34     | 173  | 50      | 123      |
| 2005/06   | Frisch Auf Göppingen | Bundesliga  | 29     | 97   | 13      | 84       |
| 2006/07   | Frisch Auf Göppingen | Bundesliga  | 34     | 158  | 34      | 124      |
| 2007/08   | Frisch Auf Göppingen | Bundesliga  | 33     | 165  | 44      | 121      |
| 2008/09   | Frisch Auf Göppingen | Bundesliga  | 34     | 177  | 42      | 135      |
| 2009/10   | Frisch Auf Göppingen | Bundesliga  | 34     | 99   | 8       | 91       |
| 2010/11   | Frisch Auf Göppingen | Bundesliga  | 33     | 101  | 2       | 99       |
| 2011/12   | Frisch Auf Göppingen | Bundesliga  | 17     | 40   | 3       | 37       |
| 2012/13   | Frisch Auf Göppingen | Bundesliga  | 27     | 81   | 4       | 77       |
| 2013/14   | Frisch Auf Göppingen | Bundesliga  | 33     | 43   | 0       | 43       |
| 2014/15   | Frisch Auf Göppingen | Bundesliga  | 32     | 29   | 1       | 28       |
| 2015/16   | THW Kiel             | Bundesliga  | 9      | 9    | 0       | 9        |
| 2001–2016 | gesamt               | Bundesliga  | 431    | 1417 | 217     | 1200     |

## Sonstiges
Oprea hat eine Ausbildung zum Kfz-Techniker absolviert. Oprea lebt in Göppingen. Sein Vater Vasile Oprea und seine Mutter Gina Oprea waren ebenfalls Handballspieler.